# Papilio aegeus
Papilio aegeus is een vlinder uit de familie van de pages (Papilionidae).

## Verspreiding en leefgebied
De vlinder komt voor in het Australaziatisch gebied, met name in Nieuw-Guinea en Australië. 

## Kenmerken
De spanwijdte is ongeveer 12 centimeter. Er is sprake van duidelijke seksuele dimorfie. Het mannetje heeft zwart als grondkleur; het vrouwtje is meer bruin.

## Waardplanten
De waardplanten zijn grotendeels soorten uit de wijnruitfamilie, maar de rups accepteert ook Cryptocarya glaucescens en peterselie. 

## De rups
De soort kan enigszins schadelijk zijn in boomgaarden met citrusvruchten. De rups heeft heel verschillende verschijningsvormen, de jonge rups is bruin met wit en lijkt op vogelpoep, later komt er meer groene kleur, totdat hij in het laatste stadium voornamelijk groen is. De rups heft zijn kop op als hij wordt bedreigd, steekt dan een rood osmeterium (staartachtig orgaan) uit en scheidt de geur van rottende citrusvruchten af.

## Synoniemen
- Papilio erectheus Donovan, 1805
- Papilio oberon Grose-Smith, 1897
- Papilio doddi Oberthür, 1916

## Afbeeldingen

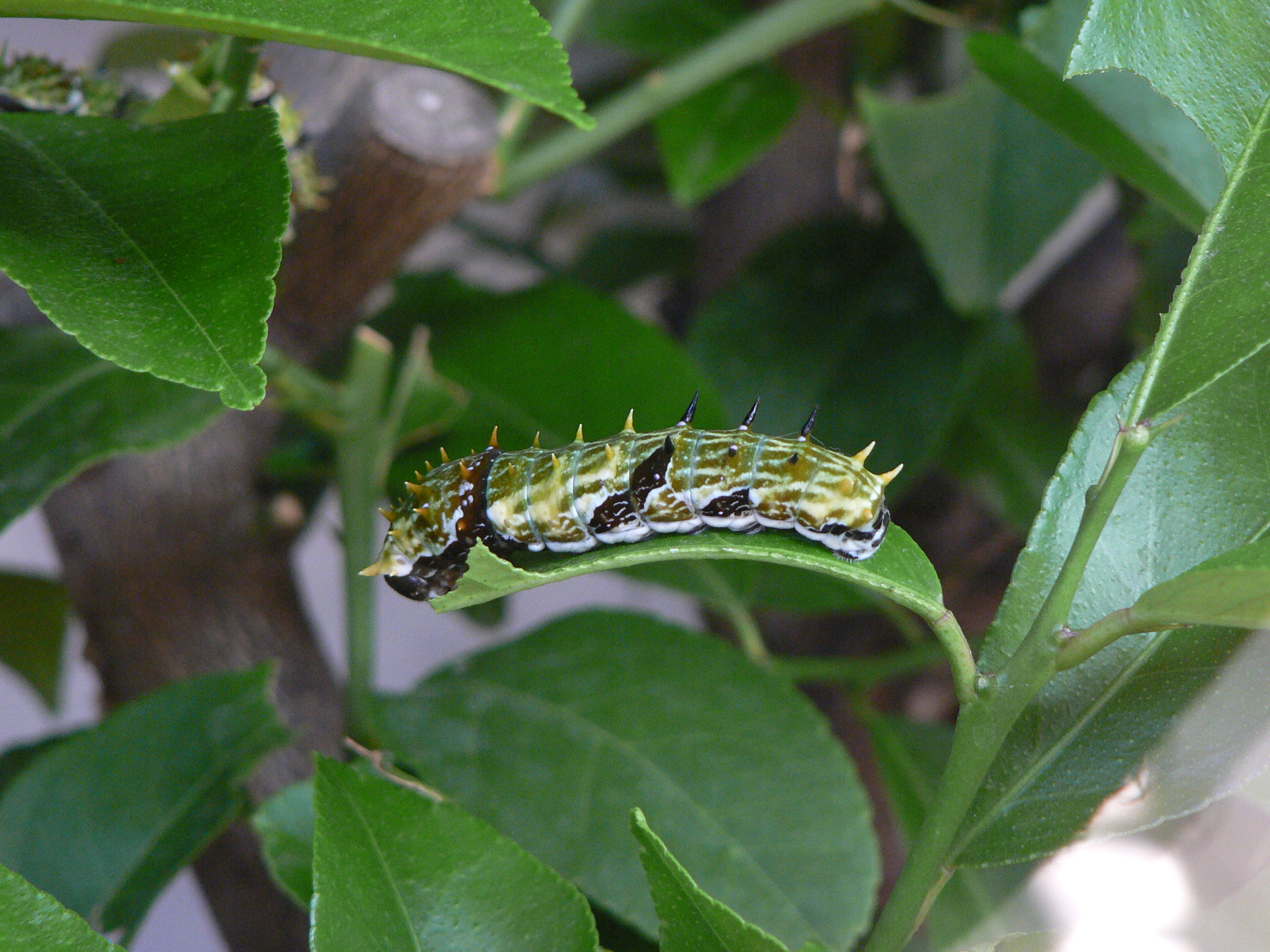
Jonge rups
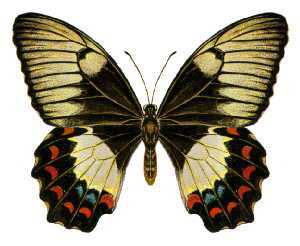
Illustratie van het vrouwtje